# 51 Camelopardalis
51 Camelopardalis är en orange jätte i stjärnbilden Giraffen.
Stjärnan har visuell magnitud +5,93 och är synlig för blotta ögat vid god seeing. Den befinner sig på ett avstånd av ungefär 330 ljusår.